# Бутягин, Павел Юрьевич
Павел Юрьевич Бутягин (30 июня 1921 года — 18 марта 2013 года) — учёный-химик, один из основателей советской школы механохимии, лауреат Государственной премии России (1993), премии имени П. А. Ребиндера (2007), соросовский профессор (1998).

## Биография
Родился 30 июня 1921 года.
С 1944 по 1949 годы — работа в Коллоидно-электрохимическом институте АН СССР.
В 1949 году — защитил под руководством П.А. Ребиндера кандидатскую диссертацию, тема: «Механизм каталитического окисления пропилена на платине».
В 1949 году — был вынужден покинуть КЭИН (как сын одного из миллионов «врагов народа») и до 1958 года работал в НИИ при фабрике по производству карандашей.
Его научные разработки позволили сократить технологический цикл в 10 раз.
Кроме того, там же возглавил коллектив, который по поручению министра (который получил это задание лично от И. В. Сталина) разработал советский аналог чернильной авторучки.
Вернулся в науку в 1958 году, поступив на работу в Институт химической физики, где и проработал до конца жизни.
Создал научный коллектив, который успешно развивал различные разделы механохимии, организовал и много лет руководил лабораторией кинетики механохимических процессов ИХФ РАН.
Под его руководством защищено более 20 кандидатских и 4 докторских диссертаций.
Умер 18 марта 2013 года.
Жена — кинорежиссёр Марианна Елизаровна Таврог.

### Общественная деятельность
- председатель Советской механохимической ассоциации
- один из организаторов регулярных Всесоюзных конференций по механохимии и механоэмиссии твердых тел и международных конференций INCOME (International Conference on Mechanochemistry)
- член нескольких ученых советов
- член редколлегии Коллоидного журнала.

Около 50 лет читал лекции для студентов МФТИ, а последние годы — на факультете наук о материалах МГУ.
Автор учебника «Химическая физика твердого тела» 2006 года выпуска.

## Награды
- Государственная премия России (за 1993 год, в составе группы) — за цикл работ по механической активации оксидных и металлических систем
- Заслуженный соросовский профессор (1998)[5]
- Премия «Наука/Интерпериодика» (2002)
- Премия имени П. А. Ребиндера (за 2007 год, совместно с А. Н. Стрелецким, И. В. Колбаневым) — за цикл работ «Механические напряжения, деформации и реакционная способность твёрдых тел»